# Фуников, Игорь Львович
Игорь Львович Фуников (род. 24 июня 1960) — советский хоккеист, нападающий.

## Биография
Воспитанник ЦСКА. Провёл за команду один матч — 9 марта 1979 года в домашней игре чемпионата СССР против «Трактора» (3:5) забросил шайбу при счёте 2:3. После сезона в московском СКА МВО перешёл в «Динамо» Харьков. В 1982 году вышел с командой в первую лигу, в 1988 — в высшую, где в следующем сезоне провёл 24 матча. В сезоне 1989/90 играл в высшей лиге за «Торпедо» Ярославль.
Серебряный призёр юниорского чемпионата Европы 1978 года, вошёл в символическую сборную турнира.